# Jürgen Mathies

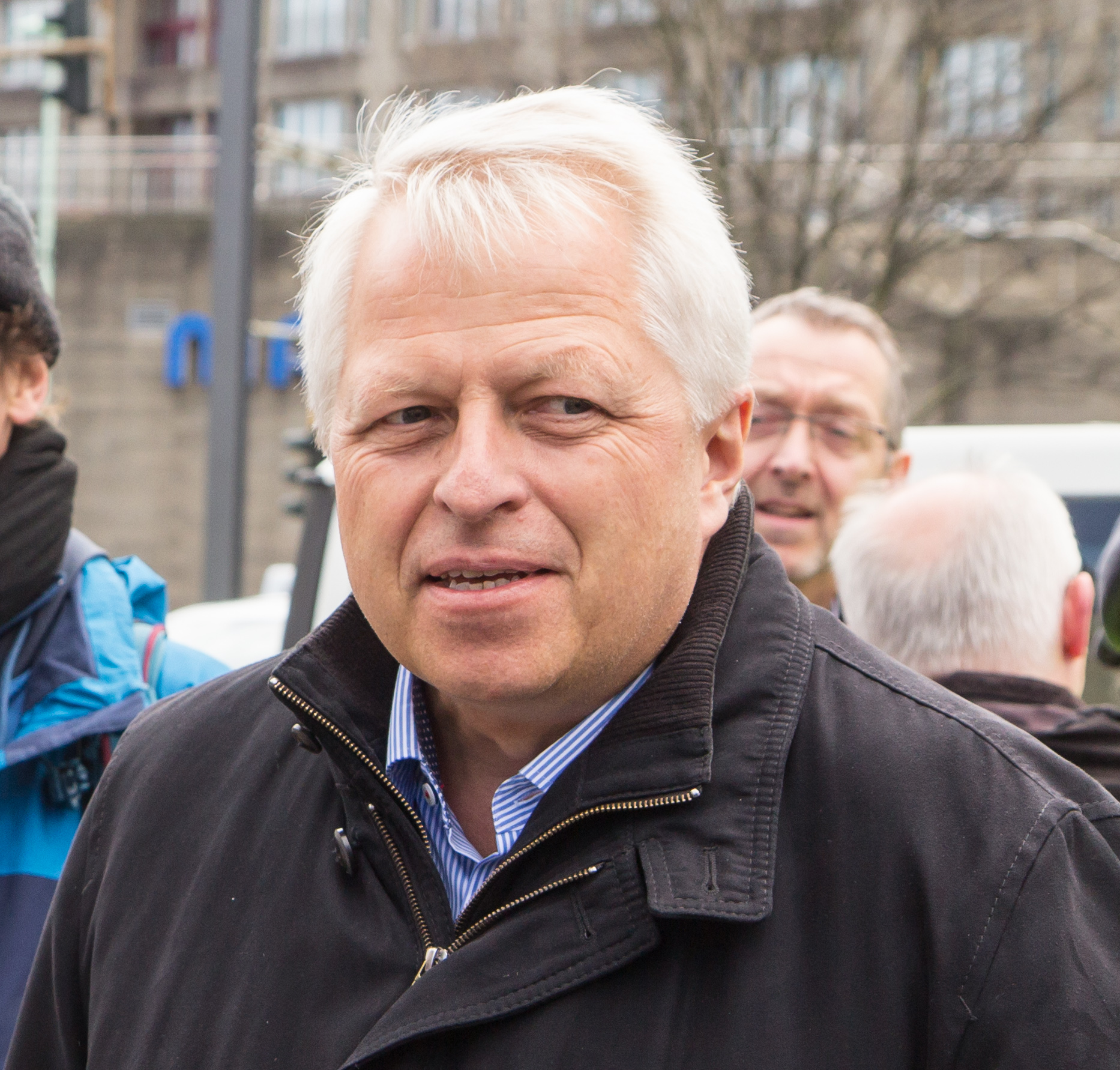
Jürgen Mathies 2017 in Köln

Jürgen Mathies (* 16. Dezember 1960 in Wuppertal) ist ein deutscher Polizeibeamter und politischer Beamter. Er war von 2017 bis 2022 Staatssekretär im Ministerium des Innern des Landes Nordrhein-Westfalen. Zuvor amtierte er von 2016 bis 2017 als Polizeipräsident von Köln.

## Leben
Mathies trat 1977 in den Polizeidienst des Landes Nordrhein-Westfalen ein. Ab 1980 war er zunächst im Wachdienst beim Polizeipräsidium Köln eingesetzt. Von 1983 bis 1987 studierte er an der Fachhochschule für öffentliche Verwaltung und setzte von 1992 bis 1994 seine Ausbildung zum höheren Dienst mit Studium an der Polizei-Führungsakademie in Münster fort.
Mathies hatte verschiedene Führungsfunktionen in den Kreispolizeibehörden Siegburg und Köln inne. Von 1997 bis 2003 sowie von 2006 bis 2007 war er Einsatzreferent und Vertreter des Inspekteurs der Polizei im Innenministerium von Nordrhein-Westfalen. Dazwischen, im Zeitraum von 2003 bis Februar 2006, nahm Mathies die Aufgaben eines Hauptdezernenten bei der Bezirksregierung Köln wahr. Als Vorsitzender einer bundesweiten Projektgruppe war Mathies von Januar 2001 bis 2006 für die Erarbeitung der polizeilichen Rahmenkonzeption für die Fußball-Weltmeisterschaft 2006 in Deutschland verantwortlich.
Von Juli 2007 bis Januar 2016 war er erster Direktor des damals neu gegründeten Landesamtes für Zentrale Polizeiliche Dienste Nordrhein-Westfalen in Duisburg. Am 19. Januar 2016 wurde er vom nordrhein-westfälischen Minister für Inneres und Kommunales Ralf Jäger als neuer Polizeipräsident in Köln vorgestellt. Sein Vorgänger Wolfgang Albers war im Zusammenhang mit den sexuellen Übergriffen in der Silvesternacht 2015/16 in Köln in die Kritik geraten und am 8. Januar 2016 in den einstweiligen Ruhestand versetzt worden.
Jürgen Mathies amtierte bis zum 12. Juni 2017 als Kölner Polizeipräsident. Am 30. Juni 2017 wurde er vom neugewählten Ministerpräsidenten Armin Laschet zum Staatssekretär im Ministerium des Innern des Landes Nordrhein-Westfalen ernannt. Nach dem Amtsantritt von Ministerpräsident Hendrik Wüst am 27. Oktober 2021 behielt er diese Funktion. Mit Bildung einer schwarz-grünen Landesregierung (Kabinett Wüst II) schied er Ende Juni 2022 aus dem Amt; zu seiner Nachfolgerin wurde Daniela Lesmeister bestimmt.
Seit Oktober 2023 ist er Berater der Landesregierung NRW bei der Flüchtlingsunterbringung.
Jürgen Mathies ist verheiratet und hat zwei erwachsene Söhne.